# Форт Бентън
Форт Бентън (на английски: Fort Benton) е град в окръг Шуто, щата Монтана, САЩ. Форт Бентън е с население от 1594 жители (2000) и обща площ от 5,4 km². Намира се на 799 m надморска височина. ЗИП кодът му е 59442, а телефонният му код е 406.